# توماس کو
توماس کو (انگلیسی: Thomas Coe; ۱ ژانویهٔ ۱۸۸۰) بازیکن واترپلو اهل بریتانیا بود.